# Paludinella vitrea
Paludinella vitrea là một loài ốc nhỏ sống ở đầm ngập mặn có nắp, là động vật thân mềm chân bụng sống dưới nước trong họ Assimineidae. Đây là loài đặc hữu của Palau.